# Deontologia
Deontologia (del grec δέον "degut" + λόγος "tractat"), és un concepte introduït per Bentham —Deontology or the Science of Morality, 1834— que fa referència a la branca de l'Ètica (part de la filosofia que tracta de la moral i de les obligacions de l'home) l'objecte d'estudi del qual són els fonaments del deure i les normes morals. Es refereix a un conjunt ordenat de deures i obligacions morals que tenen els professionals d'una determinada matèria.
La deontologia és coneguda també sota el nom de "Teoria del deure" i juntament amb l'axiologia és una de les dues branques principals de l'Ètica normativa. Pot parlar-se també d'una deontologia aplicada, en aquest cas no s'està ja davant una ètica normativa sinó descriptiva i fins i tot prescriptiva. La deontologia aplicada a l'estudi dels drets i deures, particularment enfocats a l'exercici d'una professió, és el cas de la deontologia professional. Per a la seva aplicació s'elaboren codis deontològics, que reglamenten, de manera estricta o bé a manera d'orientació, les qüestions relatives al "deure", dels membres d'una determinada professió. La deontologia es nodreix d'una banda del marc jurídic, i per altre del marc moral. El seu concepte bàsic és que obrar "d'acord amb l'ètica" es correspon amb obrar d'acord amb un codi predefinit.
Un apartament d'una norma prèviament definida, en general per escrit, constitueix una actitud o un comportament no-ètic. Per tant, hom pot parlar de l'argument suprem que ha d'orientar qualsevol conducta. Per contra, existeix una altra branca, anomenada Teleologia, que defineix obrar èticament com aquella actitud o comportament que contempla el bé per a la majoria, determinant què és correcte i què no ho és en funció del resultat a assolir. La deontologia es divideix en 4 fases: Universitària, Gremial, Ètica i Jurídica.